# Kery James
Kery James (francès: Alix Mathurin)  (Les Abymes, 28 de desembre de 1977) nom artistic d'Alix Mathurin, és un raper, director, guionista i actor francès. És considerat per la premsa especialitzada i el públic com una figura cabdal del rap polític. La seva obra evoca la vida als suburbis i les desigualtats a la França actual. Kery James també forma part del col·lectiu Mafia K'1 Fry.
Cap als 13 anys va fundar amb tres dels seus amics, el raper Harry i els ballarins Teddy i Selim (que es van convertir respectivament en Jessy Money, Teddy Corona i Selim dins del col·lectiu Mafia K'1 Fry) el grup Ideal Junior, més tard rebatejat com a Ideal J, sota el nom de Daddy Kery.
Va publicar el seu primer disc, Si c'est à remaire, el 2001. El 2003, Kery James va aparèixer al documental en DVD Si tu roules avec la Mafia K’1 Fry, en què aporta el seu testimoni. Està duent a terme un projecte, Savoir et vivre ensemble, per al qual reuneix rapers, cantants i atletes, que defensa la unitat en el context posteruior a l'11 de setembre del 2001. El 2005, després de la seva participació en el projecte Illicite, amb el seu títol Je ne crois plus en l'illicite, publica el seu segon àlbum en solitari, Ma vérité, que inclou catorze temes, entre els quals "Les miens" o fins i tot "Hardcore" (2005), amb la participació d’Iron Sy. Va publicar el 2008 el seu tercer àlbum en solitari, À l'ombre du show business, que va arribar al tercer lloc del rànquing francès.
Kery James va anunciar el juny del 2009 la seva sortida de França i del microcosmos del rap francès. El seu retorn es va anunciar el gener del 2012. El gener del 2016 va publicar una nova peça titulada ''Vivre ou mourir ensemble'', escrita després dels atacs del 13 de novembre del 2015. L’11 de març va publicar Mouhammad Alix i, en 6 mesos, tres nous sons extrets del seu pròxim disc homònim que tendeix cap al corrent de música trap.
La revista britànica Complex UK el situa 10è entre els deu primers dels millors rapers francesos el 2016: "En comparació amb altres rapers francesos, Kery James és molt més divertit i positiu, distingint-se d'aquesta manera d'una legió de rapers polítics i gangsters".
Kery James també va protagonitzar la pel·lícula À voix haute, on fa de jurat.
El 2019 es va estrenar a Netflix la pel·lícula Banlieusards, que va escriure i dirigir amb Leïla Sy.

## Biografia

### Infància
Alix Mathurin va néixer a Les Abymes, Guadalupe, de pares haitians. Va passar set anys a la seva illa natal amb la seva mare. Als ulls del seu pare, la metròpoli semblava oferir més oportunitats de futur, de manera que va decidir enviar-hi el jove Alix i la seva germana. Els dos joves estaven a l'internat a l'octubre de 1985. La seva mare els va acabar recollint temps després, i Alix va descobrir el seu nou allotjament: una habitació de trenta metres quadrats situada en un pavelló d'Orly, a Val-de-Marne, als suburbis parisencs. Alix té dificultats per adaptar-se a aquesta nova vida; en començar a freqüentar el carrer, va descobrir el hip-hop, un estil musical llavors recent.

### Debut (1991–1999)
La música, i sobretot el hip-hop, van ocupar ràpidament un lloc important en la vida d'Alix. Als onze anys, va presentar el seu primer text, sobre el racisme, al raper Manu Key que el va animar a continuar. Interessat per escriure i ballar, MC Solaar s'hi va fixar durant un taller d'escriptura organitzat al MJC d'Orly. El mateix any, MC Solaar el va enregistrar al seu primer disc, Qui sème le vent harvest le tempo, publicat el 1991, amb el nom de Kery B a la pista "Ragga jam" en col·laboració amb Big Red i Daddy Mory.
Cap als 13 anys va fundar amb tres dels seus amics, el raper Harry i els ballarins Teddy i Selim (que es van convertir en Jessy Money, Teddy Corona i Selim respectivament a partir de les 9.4 dins del col·lectiu Mafia K'1 Fry), el grup Ideal Junior. Aquest grup s'anomena així en referència a la seva joventut. A partir del 1991, el grup va pujar a l'escenari de petits festivals organitzats per l'ajuntament i el 1992 va publicar el maxi La vie est brutale en què Kery James parlava del gueto, el racisme i la injustícia. El mateix any, DJ Mehdi es va unir al grup i és ell qui ara compon totes les parts instrumentals.
El 1993, Jessy Money i Selim de 9.4 van deixar el grup. Aquell mateix any, la jove formació va experimentar problemes: els rapers es van enfadar amb el seu productor, a causa del qual el llançament del seu primer àlbum va estar bloquejat durant tres anys. El grup, rebatejat com a Ideal J ocasionalment, va llançar Original MC en una nova missió el 1996, però va ser amb l'àlbum Le combat continues i, en particular, amb el títol Hardcore, el 1998, que va tenir èxit. Els textos del grup, de vegades molt virulents, no passen desapercebuts, fins i tot fora del món del rap.

### La revelació ambSi c'était à refaire(2000-2003)
Després de l'assassinat d'un dels seus amics de la infància, Las Montana, Kery James decideix abandonar la música i convertir-se a l'islam. Després pren el primer nom Ali. Convençut pels seus propers de no renunciar a la seva carrera musical, torna amb un discurs radicalment canviat. Invertit en la pràctica i l'estudi de la religió musulmana, les lletres del seu primer àlbum en solitari Si c'est à refaire, publicat l'octubre del 2001, s'inspiren lliurement en ell. Així, admet per voluntat pròpia el seu aferrament a anar en contra de les idees transmeses pel rap francès, molt dependent d'un estat responsable de la situació a les ZUP:
"El corrent principal és acusar només l'Estat, sense qüestionar-se mai. Jo, vaig contra contracorrent. "
Aquest àlbum es beneficia de nombroses col·laboracions amb Les Nubians i Salif Keïta. Les lletres del rap es combinen amb influències musicals africanes, àrabs i cubanes. Canta sobre les seves arrels haitianes, però també sobre els problemes de la societat com els diners, la violència i els valors morals. En aquest àlbum no hi ha cap instrument de vent ni de corda. Afavoreix l'ús de percussions i instruments originals per a aquest estil de música com el xilòfon.
Kery James sembla que ha canviat i les seves paraules es deixen sentir: les explosions de violència i rebel·lió que propugna Ideal J donen pas a la reflexió i a un missatge més construït. Fins i tot la premsa va rebre el raper penedit. Si c'était à refaire va ser tan ben rebut pel públic i la crítica, que es va convertir en un disc d'or (100.000 exemplars venuts) en poques setmanes. "Kery James" està inscrit en lletres vermelles al frontó de l'Olympia el març del 2002 i, després d'haver posat els peus sobre el llegendari escenari, el raper tanca la trobada de rap i RnB més gran que s'hagi organitzat a França: Urban Peace a l'estadi de França, 21 de setembre de 2002. Tot i això, les seves decisions i les seves posicions artístiques pertorben la seva companyia discogràfica que decideix, malgrat el seu èxit, no seguir-lo en el seu nou projecte discogràfic.
L'any 2003 va aparèixer al documental en DVD ''Si tu roules avec la Mafia K’1 Fry'', en què va declarar: Està duent a terme un projecte, Savoir et vivre ensemble, per al qual reuneix rapers, cantants i esportistes, que defensa la unitat en el context posterior a l'11 de setembre de 2001.

### La meva veritat (2005-2007)
El 2005, Kery James es va casar amb Ayna, una dona d'origen franco-malgaix, amb qui tindria una filla el 2010. El 2005, després de la seva participació en el recopilatori del projecte Illicite, amb el títol Je ne crois plus en l'illicite, va publicar el seu segon disc en solitari, Ma Verite, que inclou catorze títols, inclosos "J'aurais pour dire", "Les miens" o "Hardcore" (2005), amb la participació d'Iron Sy. Es posiciona contra la guerra a l'Iraq i a la televisió de realitat. Profundament marcat per les onades d'atacs provocats per terroristes que es deien corrents religiosos musulmans, Kery James busca, a través de Ma Verite, restaurar la imatge que té de la seva religió.
Una part dels beneficis d'aquest àlbum es destina a la construcció de llocs on s'impartirà educació religiosa lliure d'extremismes o a organitzacions d'assistència social com "Combattre et Vivre son handicap" (Gennevilliers), vinculats a la xarxa Handisport. Va declarar: "No volia estar tancat a la barraca del raper musulmà que hi és per predicar". Aquest àlbum no va tenir molt èxit, cosa que va decebre les expectatives de Kery James. Després d'aquest fracàs comercial i de la dificultat de trobar un segell que volgués distribuir-lo, sobretot a causa de les seves paraules considerades inquietants, Kery James va considerar acabar la seva carrera. Evoca aquesta dificultat en el seu títol Dernier MC el 2012. El 21 de juliol del 2007, acompanyat d'uns quants amics, inclòs el raper Rohff, es troba a la Porta de Vincennes, a París, amb el MC Jean Gab’1 on es produeix un violent altercat. Tothom expressarà la seva versió dels fets a través de vídeos publicats a Internet.
Després d'abandonar la Màfia K'1 Fry, mentre participava a la cançó "Nuage de fumée Part II", a l'àlbum La Cerise sur le ghetto, va tornar al col·lectiu i va participar en l'àlbum Jusqu'à la mort.

### Èxit confirmat (2008)
L'aposta de Kery James després del fracàs de Ma vérité és renovar-se amb l'èxit dels seus àlbums anteriors. I amb aquesta idea, s'uneix a Tefa i Masta de Kilomaître per al seu tercer disc, À l'ombre du show business. Va assolir el seu objectiu: l'àlbum, publicat el 31 de març de 2008, va ser impulsat, des de la primera setmana, al tercer lloc del rànquing francès, gràcies sobretot als títols "Le combat continues Part III", "À l'ombre du show business" (en duet amb Charles Aznavour), "Banlieusards" i "Je m'écris" (en trio amb Zaho i Grand Corps Malade). L'àlbum, disc d'or i després disc de platí, va despertar crítiques no sempre positives, destinades a estigmatitzar el suposat gir artístic de Kery. A l'ombra de l'espectacle es troba el número quatre dels àlbums de hip-hop i RnB més venuts a França, amb 114.803 còpies venudes. L'octubre de 2008, Kery James va llançar el títol X i Y, amb un clip no recomanat per a menors de 18 anys, dirigit per Mathieu Kassovitz. Aquest títol té la particularitat de tenir una narració invertida cronològicament, com la pel·lícula Irréversible. Segueix amb el títol i el clip "Cries in silence", inspirat en la pel·lícula Cries in silence de John Gabriel Biggs.
Un any després de À l'ombre du show business, el 27 d'abril de 2009, Kery James va llançar el seu quart àlbum, Réel, que contenia els títols "Le retour du rap français", "Je rire", "Lettre à mon public" i "Le prix de la Vierge" (amb Medine). L'àlbum va ocupar el número u de les llistes d'èxits amb 23.000 còpies venudes la primera setmana i va arribar a ser platí en un mes. En aquest àlbum, Kery James compon una peça (''Lettre à mon public'') on anuncia un descans que durarà dos o tres anys. El 18 de desembre de 2009 va oferir un concert a la sala Zénith de París, amb molts convidats (Diam's, Kool Shen, Tunisiano, Oxmo Puccino, Youssoupha, Kayna Samet, Mafia K'1 Fry); l'últim abans de retirar-se del rap francès durant molt de temps.
El 27 d'abril de 2009, Kery James, de 31 anys, fa una entrevista a Generations 88.2 on discuteix la seva disputa financera amb el raper Black V-Ner, després d'haver participat en una pista comuna, "Foolek", al disc À l'ombre du show business. Black Vener havia anomenat Kery James "un engany, fill de puta i nutria" en un vídeo publicat en un lloc especialitzat, que el propietari va eliminar posteriorment. Black V-Ner decideix anar a l'estudi de la ràdio. Es va produir un altercat en què Kery James i els seus guardaespatlles el van apallissar, armat amb artells de llautó. El tribunal penal els condemna a deu mesos de presó suspesa, la fiscalia sol·licita una sentència ferma de vuit a dotze mesos.

### Sortida de França (2009-2012)
Kery James va anunciar el juny del 2009 la seva sortida de França i de l'escena del rap francès.

## Compromisos
Kery James està compromès amb l'emancipació i l'èxit dels joves dels barris obrers. La peça insígnia d'aquest compromís és Banlieusards, en què declara, parlant dels joves del barri, “no estem condemnats a fracassar”. És amb això en ment que el 2007 va crear ACES (Apprendre, Comprendre, Entreprendre i Servir), una associació que ofereix suport educatiu a nens desafavorits. Kery James es declara més simpatitzant d'esquerres, tot i que no se sent compromès políticament. Així, per la seva participació a la Fête de l'Humanité 2008, declara: “Molt sincerament, la meva vinguda no testimonia un compromís polític concret al costat de l'esquerra. Però és obvi que si hagués estat un festival organitzat pel govern de l'època, no hi hauria estat. Tinc la meva manera de fer perquè avanci de manera concreta, a través de la meva música i del que faig a la vida quotidiana. També és polític ”.
Kery James també està compromès amb Palestina. Després d'un viatge a Palestina, el 2009 va compondre una peça de suport a la causa palestina, "Avec le cœur et la raison", al disc Réel. El 25 d'abril de 2012 va participar voluntàriament en un concert que celebrava el primer aniversari de l'alliberament del francopalestí Salah Hamouri, proposat pel seu comitè de suport nacional i organitzat pels joves comunistes.
Al setembre de 2013, va cantar "Banlieusards" al Jocs de la Francofonia de Niça, que Christian Estrosi, diputat i alcalde de Niça, i Éric Ciotti, president del consell general dels Alps Marítims, van qualificar d'escandalós i inadequat incitant a la revolució dels suburbis. Aleshores, el periodista Jason Moreau defensa el raper, criticant severament Ciotti i Estrosi que, segons ell, no entenien gens el missatge de la cançó.
Es considera un fervent suport del moviment de les armilles grogues.